# 延安府

延安府在陕西省的位置（1820年）

延安府，北宋时设置的府。宋、金为防御西夏的重地。明末张献忠、李自成起义于此。向产石油，见沈括《梦溪笔谈》。 
元祐四年（1089年）升延州置，治所在肤施县（今陕西延安市）。辖境约当今陕西省延安、甘泉、延长、延川、安塞等市县和大理河上游一带地。元朝时改为延安路，辖境扩大。明朝洪武二年（1369年）五月，复为府。下领三州，十六县：肤施县、安塞县、甘泉县、安定县、保安县、宜川县、延川县、延长县、清涧县、鄜州（领洛川县、中部县、宜君县）、绥德州（领米脂县）、葭州（领吴堡县、神木县、府谷县）。
清朝雍正三年（1725年），升鄜、绥德、葭三州为直隶州，以洛川、中部、宜君、米脂、清涧、吴堡、神木、府谷八县分隶之。乾隆初年，以榆林府之定边县和靖边县来隶。终清一朝，下领十县：肤施县、安塞县、甘泉县、安定县、保安县、宜川县、延川县、延长县、定边县、靖边县。考评：繁，难。隶延榆绥道。辛亥革命后，全国废府州厅改县，于1913年废。

## 历任长官
北宋
- 赵卨（1089年－1091年）
- 范纯粹（1091年－1092年）
- 李南公（1092年－1094年）
- 范纯粹（1094年－1095年）
- 吕惠卿（1095年－1100年）
- 陆师闵（1100年）
- 孔武仲（1100年）
- 范纯粹（1101年）
- 王博闻（1101年－1102年）
- 邢恕（1102年－1103年）
- 陶节夫（1103年－1106年）
- 钟传（1106年－1107年）
- 钱即（1107年－1111年）
- 李譓（1111年－1112年）
- 贾炎（1112年－1113年）
- 侯临（1113年－1114年）
- 贾炎（1114年－1115年）
- 马防
- 张深（1115年－1117年）
- 刘延寿（1118年－1119年）
- 刘韐（1119年）
- 贾炎（1120年）
- 赵铨（1122年）
- 薛嗣昌（1123年－1124年）
- 任谅（1126年）
- 张深（1126年－1127年）

金朝
- 王伯龙（1144年－1145年）
- 乌延蒲卢浑（1146年）
- 徒单合喜（1149年－1150年）
- 石抹荣（1156年－1160年）
- 唐括德温（1160年－1161年）
- 高景山（1162年－1164年）
- 乌延蒲离黑（1165年－1169年）
- 完颜蒲剌睹（1174年－1177年）
- 孙即康（1198年－1200年）
- 完颜奴申（1211年－1212年）
- 完颜国家奴（1215年）
- 古里甲石伦（1216年－1217年）
- 完颜合达（1218年－1219年）
- 术甲臣嘉（1220年）
- 完颜合达（1221年）
- 徒单益都（1224年－1226年）

## 延伸阅读
[在维基数据编辑]
 《欽定古今圖書集成·方輿彙編·職方典·延安府部》，出自陈梦雷《古今圖書集成》